# Tomás de Astiguieta y Salazar
Tomás de Astiguieta y Salazar (Manzanos, c.1529 – ?, 1585) fue un eclesiástico español que ocupó el cargo de comisario general de Cruzada.

## Biografía
Colegial de Santo Tomás, en Salamanca. Fue provisor de Plasencia a instancia del obispo Pedro Ponce de León. Posteriormente fue tesorero y canónigo de Sevilla. En 1573 fue inquisidor en Sevilla, y a continuación inquisidor del Consejo de la Suprema. En 1582 fue nombrado comisario general de Cruzada, cargo que ocupó hasta su muerte en 1585.